# رود ستيل
رود ستيل (بالإنجليزية: Rod Steele) هو مبارز بالسيف أسترالي، ولد في 1928.

## وصلات خارجية
- رود ستيل على موقع أوليمبيديا (الإنجليزية)